# آرشه

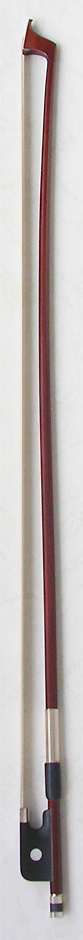
آرشهٔ ویولن‌سل (چِلو)

آرشه یا کَمانه، وسیله‌ای است که از آن برای نواختن سازهای کمانه‌ای استفاده می‌شود.
آرشه شامل یک چوب است که به دو سر آن موی دُم اسب متصل شده‌است. موها در نوک آرشه با قطعه‌ای از جنس عاج یا استیل به چوب آرشه می‌چسبند. در ته آرشه قطعه‌ای به نام موگیر، که از چوب و صدف ساخته شده، کشیدگی موهای آرشه را تنظیم می‌کند. موگیر با پیچ به چوب آرشه متصل می‌شود.
در جدول زیر محدودهٔ جرم آرشهٔ سازهای مختلف آمده‌است.
| ساز     | جرم آرشه       |
| ------- | -------------- |
| ویولن   | ۵۶ تا ۶۵ گرم   |
| ویولا   | ۶۶ تا ۷۶ گرم   |
| ویولن‌سل | ۷۶ تا ۸۵ گرم   |
| کنترباس | ۱۱۵ تا ۱۵۰ گرم |

## تاریخچه
تاریخچهٔ استفاده از آرشه به‌طور قطع مشخص نیست. در یونان باستان نامی و تصویری از آرشه وجود ندارد، اگرچه قرنها در اروپا یونان را خاستگاه آرشه می‌دانستند. این اشتباه به علت ترجمه اشتباه مضراب به آرشه حاصل شده بوده. قدیمیترین تصویر از آرشه در یک کتاب مذهبی در اسپانیا از قرن ۱۱ میلادی به دست آمده. اما قدیمیترین نام از آرشه در یک سفرنامه به زبان عربی یافت شده. در سفرنامه‌ای که برای خلیفه هارون الرشید نوشته شده نوازندگان رومی در حال نواختن‌سازی با یک کمان گزارش شده‌اند. خوارزمی نیز پیش از آن در کتاب مفاتیح العلوم در قرن ۱۰ میلادی ذکر کرده که در خراسان رباب را با آرشه می‌نوازند. این گزارش می‌تواند ثابت کند که نوازندگی با آرشه خیلی پیشتر از این گزارش رواج داشته. آثاری نیز در چین باستان به استفاده از آرشه اشاره دارند که صحت آن‌ها قطعی نیست. یک تئوری دربارهٔ آرشه می‌گوید که استفاده از آن در چین آغاز شده، بعد به ایران و روم و بیزانس رسیده و از آنجا از آفریقای شمالی به اسپانیا رسیده‌است. تئوری دیگر می‌گوید که استفاده از کمانه در چهار مرکز چین، ایران، بیزانس و اسپانیا مستقل از هم در حدود قرن‌های ۹ و ۱۰ میلادی شکل گرفته‌است. هیچ‌کدام از این دو تئوری تاکنون به اثبات نرسیده‌اند.

## کمانه‌کشی در سازهای زهی
انواع کمانه‌کشی در این‌گونه سازها عبارت است از:
- اُفتان ricochet, jeté, gettato: معمولاً در کمانه‌کشی راست، ضربهٔ کمانه به نحوی که نیمهٔ بالایی آن بر روی سیم انداخته شود و بر اثر وزن خود چندین بار بر روی سیم ارتعاش کند.
- پرّان sautillé, bounced, bouncing, jumped: نوعی کمانه‌کشی که در آن با وسط کمانه ضربه‌ای بر روی سیم زده می‌شود، به گونه‌ای که یک بار و به صورت خفیف بر روی سیم پرش کند.
- کمانه‌کشی چپ up-bow: در نواختن سازهای زهیِ کمانه‌ای، حرکت کمانه از نوک به سمت پاشنه
- کمانه‌کشی راست down-bow: در نواختن سازهای زهیِ کمانه‌ای، حرکت کمانه از پاشنه به سمت نوک
- فلوت‌وار flautando, flautato: دستوری برای اجرای کمانه‌کشی در سازهای زهی که در آن، ساز با نزدیک‌کردن کمانه به رودسته یا با کم‌کردن فشار کمانه نواخته می‌شود و صدای آن به صدای فلوت نزدیک می‌شود.
- مستقل portato, louré: نوعی کمانه‌کشی بین وضعیت متصل و مقطّع که در آن هر یک از نت‌ها با ارزش زمانیِ کامل و به صورت جدا نواخته می‌شود.
- چکشی martelé, hammered: نوعی کمانه‌کشی که در آن نوازنده صداها را با یک خیز قوی و کوتاه، بدون برداشتن کمانه از روی سیم، در انتهای صداها اجرا می‌کند.
- چکشی با پاشنه martelé au talon: نوعی کمانه‌کشی که در آن نوازنده صداها را با یک خیز قوی و کوتاه، بدون برداشتن کمانه از روی سیم و با استفاده از قسمت نزدیک به محل گرفتنِ کمانه، در انتهای صداها اجرا می‌کند.

## در موسیقی ایرانی
در موسیقی ایرانی، برای نواختن سازهایی چون کمانچه، از نوعی آرشهٔ خاص با نام «کمانه» استفاده می‌شود. طول کمانه ۶۰ سانتیمتر است و یک کلاف از موی دُم اسب به دو انتهای آن وصل شده‌است. برخلاف آرشه، زهِ کمانه قدری شل‌تر از حد معمول کشیده می‌شود و با استفاده از حلقه‌ای که نزدیک به دستهٔ کمانه قرار دارد، می‌توان با توجه به حال‌وهوای قطعهٔ نواخته‌شده، فشار کمانه روی سیم‌ها را کنترل کرد.